# Salamina (Caldas)
Salamina è un comune della Colombia facente parte del dipartimento di Caldas.
Il centro abitato venne fondato da Fermín López, Nicolás e Antonio Gómez, Francisco Velásquez, Juan José Ospina, Carlos Holguín e Pablo Manuel López nel 1825, mentre l'istituzione del comune è del 1827.